# 坪井信良
坪井 信良（つぼい しんりょう、文政6年8月28日〈1823年10月2日〉 - 明治37年〈1904年〉11月9日）は、幕末・明治期の蘭方医。幕府奥医師。初名は佐渡良益。号は柊里、初白。

## 生涯

### 幕末期
文政6年（1823年）、越中国高岡の医師、佐渡養順の二男として生まれる。天保11年（1840年）京都の二大蘭方医の一人として知られる小石元瑞に入門したが、小石塾の学習レベルに飽き足らず、天保14年（1843年）江戸に出て深川の坪井信道にオランダ医学を学び、その婿養子となる。弘化2年（1845年）には養父信道の方針により広瀬旭荘門下に入り、漢学も学んだ。嘉永6年（1853年）10月、福井藩主松平慶永に藩医として召し抱えられ、安政3年（1856年）に福井に向かう。橋本左内 は門下生の一人。安政5年（1858年）、大槻俊斎・伊東玄朴らと図り、お玉が池種痘所を設立。文久2年（1863年）にはコレラに罹患した横井小楠を治療した。元治元年（1864年）11月、幕府奥医師となり法眼に叙せられる。慶応2年（1866年）、将軍となった徳川慶喜の侍医として上洛。鳥羽・伏見の戦い敗戦後は、慶喜一行の海上逃亡に同道した。

### 明治期
静岡へ転居後の明治元年（1868年）12月、静岡病院頭並に任命されたが、廃藩置県に伴い病院は廃止となった。明治6年（1873年）11月、日本で最初の医学雑誌『和蘭医事雑誌』を創刊し、1875年（明治8年）12月までに43号を発刊した。1874年（明治7年）から1877年（明治10年）まで、東京府病院長を務める。1904年（明治37年）没。染井霊園に葬られた。
息子の坪井正五郎は人類学者。地質学者・鉱物学者の坪井誠太郎と地球物理学者の坪井忠二はともに正五郎の息子で信良の孫、物理化学者の坪井正道は誠太郎の長男で信良の曾孫にあたる。

## 著作
- 『侃斯達篤内科書』（カンスタット内科書）
  - 坪井信良 訳『侃斯達篤内科書. 巻之36』英蘭堂。
  - 坪井信良 訳『侃斯達篤内科書. 巻之37』英蘭堂。
- 『新薬百品考』
  - 歇仙貌廉涅児（アセンブレナー） 著、坪井信良 訳『新薬百品考. 前篇上』英蘭堂嶋村屋利助。
  - 歇仙貌廉涅児（アセンブレナー） 著、坪井信良 訳『新薬百品考. 前篇下』英蘭堂嶋村屋利助。
  - 歇仙貌廉涅児（アセンブレナー） 著、坪井信良 訳『新薬百品考. 後篇上』英蘭堂嶋村屋利助。
  - 歇仙貌廉涅児（アセンブレナー） 著、坪井信良 訳『新薬百品考. 後篇下』英蘭堂嶋村屋利助。